# Euphorbia adiantoides
Euphorbia adiantoides es una especie fanerógama perteneciente a la familia Euphorbiaceae. Es originaria del oeste de Sudamérica.

## Taxonomía
Euphorbia adiantoides fue descrita por Jean-Baptiste Lamarck y publicado en Encyclopédie Méthodique, Botanique 2: 426. 1788.
Etimología
Euphorbia: nombre genérico que deriva del médico griego del rey Juba II de Mauritania (52 a 50 a. C. - 23), Euphorbus, en su honor – o en alusión a su gran vientre –  ya que usaba médicamente Euphorbia resinifera. En 1753 Carlos Linneo asignó el nombre a todo el género.
adiantoides: epíteto latino compuesto que significa "como el género  Adiantum".
Sinonimia
- Eumecanthus adiantoides (Lam.) Millsp.
- Leptopus adiantoides (Lam.) Klotzsch & Garcke
- Leptopus hartwegii Klotzsch & Garcke[4][5]